# モシェ・ポンテ
モシェ・ポンテ（Moshe Ponte 1956年8月29日- ）はイスラエル出身の柔道家。階級は78kg級と86㎏級。身長180cm。

## 人物
1992年のバルセロナオリンピック71㎏級で銅メダルを獲得したオレン・スマジャの父親から柔道を指導された。1984年のロサンゼルスオリンピックには78㎏級で出場するも、初戦でフランスのミシェル・ノバックに掬投で敗れた。1986年のベルギー国際86㎏級で2位となった。引退後はスマジャのコーチとなり、イスラエルで史上2人目となるオリンピックメダリストにスマジャを導いた(イスラエル史上初のオリンピックメダリストは、スマジャの前日に女子柔道61㎏級で銀メダルを獲得したヤエル・アラド)。その後はイスラエル柔道連盟の会長となった。2015年のグランドスラム・アブダビではイスラエル選手団の安全を確保し、なおかつ大会をスムーズに進行させるためという理由でIJFの名の下での大会参加を余儀なくされたが、UAE側の方針にポンテは同意した。2017年のグランドスラム・アブダビでもイスラエル選手団はIJFの名の下での参加を余儀なくされたが、この際にポンテはUAEの歓待に感謝の意を示した(2016年のグランドスラム・アブダビには出場しなかった)。2018年のグランドスラム・アブダビではIJFの圧力などもあって、イスラエルは他の国同様平等に扱われることになった。その大会では、かつての弟子だったスマジャが指導する81㎏級のサギ・ムキと100㎏級のピーター・パルチクが優勝して、UAEでは初めてとみられるイスラエルの国歌が演奏された。なお、今大会にはイスラエルのスポーツ・文化大臣であるミリ・レジェブも会場を訪れており、81㎏級の表彰式ではプレゼンターとしてムキに金メダルを授与した。2019年8月に東京で開催された世界柔道選手権大会で81㎏級世界チャンピオンであるイランのサイード・モラエイは、サギ・ムキが決勝進出を決めた直後の準決勝で敗れると、勝てばムキと同じ表彰台に立たなければならない3位決定戦でも敗れて5位に終わったが、ポンテはこの事態について、モラエイが家族の安全を守るために準決勝と3位決定戦で敢えて敗れる道を選ばざるをえなかったと、自身が得た情報を基に解釈している。

## 主な戦績
- 1986年 - ベルギー国際　2位

(出典)。